# Apetahia margaretae
Apetahia margaretae är en klockväxtart som först beskrevs av Forest Buffen Harkness Brown, och fick sitt nu gällande namn av Franz Elfried Wimmer. Apetahia margaretae ingår i släktet Apetahia och familjen klockväxter. Inga underarter finns listade i Catalogue of Life.